# Episodi di Oltre la legge - L'informatore (terza stagione)
La terza stagione della serie televisiva Oltre la legge - L'informatore è stata trasmessa in anteprima negli Stati Uniti d'America dalla CBS tra il 20 settembre 1989 e il 18 aprile 1990.
| nº | Titolo originale           | Titolo italiano | Prima TV USA      | Prima TV Italia |
| -- | -------------------------- | --------------- | ----------------- | --------------- |
| 1  | A Rightful Place           |                 | 20 settembre 1989 |                 |
| 2  | Battle of the Barge        |                 | 27 settembre 1989 |                 |
| 3  | Sins of the Father         |                 | 4 ottobre 1989    |                 |
| 4  | Heir to the Throne         |                 | 11 ottobre 1989   |                 |
| 5  | Sleepwalk                  |                 | 25 ottobre 1989   |                 |
| 6  | How Will They Remember Me? |                 | 1º novembre 1989  |                 |
| 7  | People Do It All the Time  |                 | 8 novembre 1989   |                 |
| 8  | The Reunion                |                 | 15 novembre 1989  |                 |
| 9  | Day One                    |                 | 29 novembre 1989  |                 |
| 10 | Day Four                   |                 | 6 dicembre 1989   |                 |
| 11 | Day Seven                  |                 | 13 dicembre 1989  |                 |
| 12 | Day Nine                   |                 | 20 dicembre 1989  |                 |
| 13 | Meet Mike McPike           |                 | 10 gennaio 1990   |                 |
| 14 | To Die in Bettendorf       |                 | 17 gennaio 1990   |                 |
| 15 | Romp                       |                 | 7 febbraio 1990   |                 |
| 16 | A One Horse Town           |                 | 14 febbraio 1990  |                 |
| 17 | His Master's Voice         |                 | 7 marzo 1990      |                 |
| 18 | Hello Buckwheat            |                 | 14 marzo 1990     |                 |
| 19 | Let Them Eat Cake          |                 | 21 marzo 1990     |                 |
| 20 | Meltdown                   |                 | 28 marzo 1990     |                 |
| 21 | Sanctuary                  |                 | 11 aprile 1990    |                 |
| 22 | Brrump-Bump!               |                 | 18 aprile 1990    |                 |